# Ashwellthorpe
Ashwellthorpe är en by i civil parish Ashwellthorpe and Fundenhall, i distriktet South Norfolk, i grevskapet Norfolk i England. Byn är belägen 5 km från Wymondham. Byn hade 547 invånare år 2021. Civil parish hade 312 invånare år 1931. Byn nämndes i Domedagsboken (Domesday Book) år 1086, och kallades då Torp.